# 북위 효장제

위 경종 효장황제 원자유(魏 敬宗 孝莊皇帝 元子攸, 507년 ~ 531년 1월 26일(음력 530년 12월 23일), 재위: 528년 ~ 531년)는 중국 남북조시대 북위의 제10대 황제. 제6대 황제 효문제의 조카. 아버지는 팽성왕(효문제의 이복 막내 아우)으로, 팽성왕의 셋째아들. 어머니는 이부인(李夫人)이다.

## 생애
당시 북위는 효명제가 독살당하는 등 혼란을 휩싸였고 그 사이 6진의 난의 진압과정 중 대군벌으로 성장한 산서성 삭현 지방의 흉노족 이주영(爾朱榮)이 군대를 이끌고 낙양(洛陽)에 들어오면서 옹립되었다.
이주영은 528년 태후와 후계자를 황하에 던져버리고, 승상 이하의 대신 1,000명을 처형하는 하음의 변을 일으켜 반대파를 제거하였다.
이후 이주영은 자신의 무리들을 효장제의 좌우에 심어놓아 동정을 살펴 무슨 일이든 모두 알았다. 또한 스스로 천주대장군의 직위에 올랐으며, 친족인 이주조를 영천왕으로, 사촌동생인 이주세륭을 상서자복야로 삼았다. 그리고 원천목을 태재로, 자신의 딸을 황후로 세우고 자신의 근거지로 돌아갔다. 효장제는 안으로는 이주황후에게, 밖으로는 이주영에게 압박을 당하여서 항상 즐겁지가 않았다.
효장제의 처제의 남편인 성양왕 원휘와 매형인 시중 이욱은 권세와 총애를 얻으려고 하였고, 이주영이 자신들에게 해가 되는 것을 싫어하여 매일 효장제에게 이주영을 헐뜯었고, 그를 제거하라고 권하였다. 효장제는 하음의 변으로 말미암아서 이주영을 두려워하여 마침내 이주영을 도모하려는 뜻을 가졌고, 시중 양간과 상서우복야 원라(원차의 동생) 역시 그 모의에 참여하였다.
마침 이주영이 들어와서 조현하고 이주황후의 해산을 살피게 해 달라고 청하였으므로, 원휘 등이 틈을 타서 그를 죽이라고 하였다. 이주세륭은 효장제를 의심하여 효장제가 일부 신하들과 더불어 계략을 만들어 이주영을 죽이려고 한다는 내용의 편지를 가짜로 만들어 이주영에게 보였으나, 이주영은 자신이 강하다는 걸 믿고 그것을 무시하였다. 이주영의 처도 가지 말 것을 권고하였으나 이주영은 따르지 않고 갔다. 낙양으로 가는 동안에 계속해서 효장제가 이주영을 죽일 것이라는 소문이 들려왔으나 이주영은 끝끝내 무시하고 갔다.
이주영이 낙양에 도착하자, 효장제는 양간 등 십여 명을 궁전 동쪽에 숨겼다. 그러나 이주영이 먼저 그곳을 지나쳐 갔으므로 첫 번째는 실패하였다. 그동안 또 모의가 자못 새어서 이주세륭이 또 이주영에게 알렸으나 이주영은 효장제를 얕보았으므로 마침내 무시하고 말았다.
원휘가 이주황후가 태자를 낳았다는 핑계로 이주영을 불러들여 죽이자고 하였다. 마침내 효장제는 군사를 궁전의 동쪽 담에 숨기고서 황자가 태어났다고 말하면서 원휘로 하여금 이주영에게 이를 알리도록 하였다. 이주영은 원휘가 전한 말을 들었고, 아울러 문무백관들이 이야기를 전하며 급히 가니, 이주영은 마침내 그것을 믿었고, 원천목과 같이 궁전으로 갔다. 효장제는 이주영과 원천목이 온다는 소식을 듣고 얼굴색이 변하였고, 술을 계속 찾아 마셨다. 이주영과 원천목이 들어가서 효장제의 근처에 앉자, 원휘가 들어와서 한번 절하였으며, 바로 그때 군사들이 동쪽 문으로 칼을 뽑고 들어왔다. 이주영은 즉시 일어나서 효장제를 향하여 달려가는데, 효장제가 무릎 아래에 감춰둔 칼을 뽑아 그를 찔렀고, 이어서 군사들이 이주영을 어지럽게 찍어 죽였다. 원천목도 동시에 참살되었다. 이주영의 아들인 이주보제와 거기장군 이주양도 등 30명도 복병에게 죽임을 당하였다. 효장제는 이주영의 홀을 얻었는데, 그 위에는 몇 개의 계문이 있었고 모두 가까운 사람들 가운데 남길 사람과 제거할 사람들이었다. 효장제가 "그놈이 만약 오늘을 넘겼다면 끝내는 제어할 수 없었겠다." 라고 말하였다. 이에 안팎으로 기뻐하고 떠들썩했는데, 그 소리가 낙양성에 가득 찼다. 문무백관들이 들어와서 축하하였으며, 효장제는 조서를 내리고서 크게 사면하였다.
이주천광, 이주세륭, 이주조, 이주불률귀 등은 효장제에 대항하여 마침내 거병하였으며, 낙양으로 진격하여 황하를 지키던 통직산기상시 이묘를 공격하였고, 이묘는 크게 패하여 물에 뛰어 들어서 죽었다. 효장제는 계속해서 관군을 보내어 막았으나 번번이 패했고, 이주조와 이주세륭은 함께 장광왕 원엽을 옹립하였다. 이주천광은 후막진열, 하발악 등과 농산으로 내려가서 낙양으로 향하기로 하였다. 낙양은 이주씨에게 붙어있었던 화산왕 원지의 배반으로 인해 결국 함락되었고, 효장제는 걸어서 도망치다가 이주조의 기병에게 사로잡히고 말았다. 이주조는 이주황후가 낳은 효장제의 아들을 때려 죽인 뒤 여러 비빈과 공주들을 더럽히고 욕되게 하였으며 군사를 풀어 크게 약탈하는 등의 여러 만행을 저질렀다.
이주조는 효장제를 진양으로 옮겼고, 10일 뒤에 진양의 삼급불사에서 교살하였고, 이어서 진류왕 원관도 함께 죽였다.

## 기년
| 효장제      | 원년                            | 2년        | 3년        |
| ----------- | ------------------------------- | ---------- | ---------- |
| 서력 (西曆) | 528년                           | 529년      | 530년      |
| 간지 (干支) | 무신(戊申)                      | 기유(己酉) | 경술(庚戌) |
| 연호 (年號) | 건의(建義) 원년 영안(永安) 원년 | 2년        | 3년        |